# Atyphella atra
Atyphella atra es una especie de lampírido del género Atyphella. Fue descubierto por Lea en 1921.